# Parc naturel des Hautes-Fagnes–Eifel

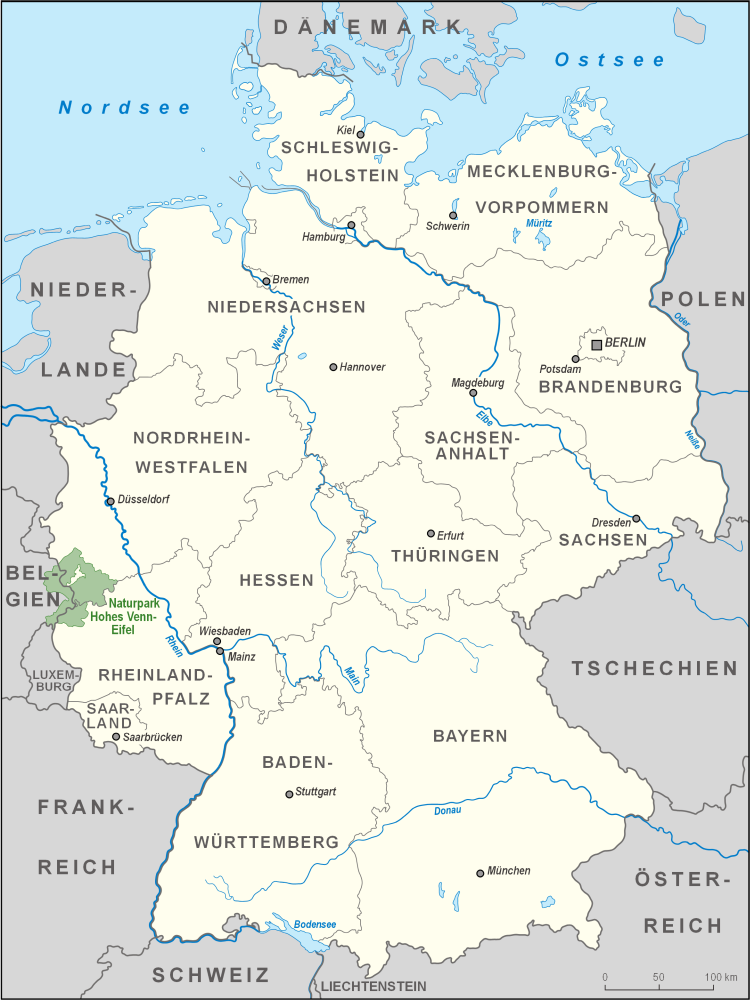
Le parc est représenté en vert sur une carte de l'Allemagne.

Le parc naturel des Hautes Fagnes-Eifel est un parc naturel transfrontalier qui s'étend des länder allemands de Rhénanie-du-Nord-Westphalie et Rhénanie-Palatinat, à la province de Liège en Belgique. La superficie du parc est 2 485 km2. 
Le parc est situé sur le massif de l'Eifel et délimité par Langerwehe et Eupen au nord, et Bad Münstereifel, Prüm et Saint-Vith au sud. Le parc comporte une lande et une tourbière qui remontent à 7 500 ans, à la fin de la dernière période glaciaire.
Le symbole du parc est le tétras lyre.

## Histoire
Les tourbières étaient exploitées pour le chauffage jusque dans les années 1960. Elles sont asséchées au XIXe siècle pour l'agriculture, mais sont depuis réhabilitées.
L'association Naturpark Nordeifel (parc naturel du nord-Eifel) est fondée en 1960 par le président de l'ancien district d'Aix-la-Chapelle (Aachen), Hubert Schmitt-Degenhardt. La partie de Rhénanie-Palatinat est réserve naturelle par décret du 6 novembre 1970.
Par accord du 3 février 1971, le Parc naturel du Nord-Eifel de Nord-Westphalie et de Rhénanie-Palatinat est réuni avec le Parc Naturel Hautes Fagnes belge pour former Parc naturel des Hautes-Fagnes–Eifel actuel.[réf. nécessaire]

## Étendue
En Belgique, il s'étend sur une bande de territoire allant d'Eupen au nord à Burg-Reuland au sud, les deux points les plus éloignés du parc étant distants de près de 60 km. Il comprend une partie des Cantons de l'Est belges, et s'inscrit dans le territoire du plateau de landes, de tourbières et de forêts des Hautes Fagnes, abritant notamment le point culminant de Belgique, le signal de Botrange. La maison du parc en Belgique se trouve au Centre Nature de Botrange situé à Robertville non loin du Signal de Botrange.

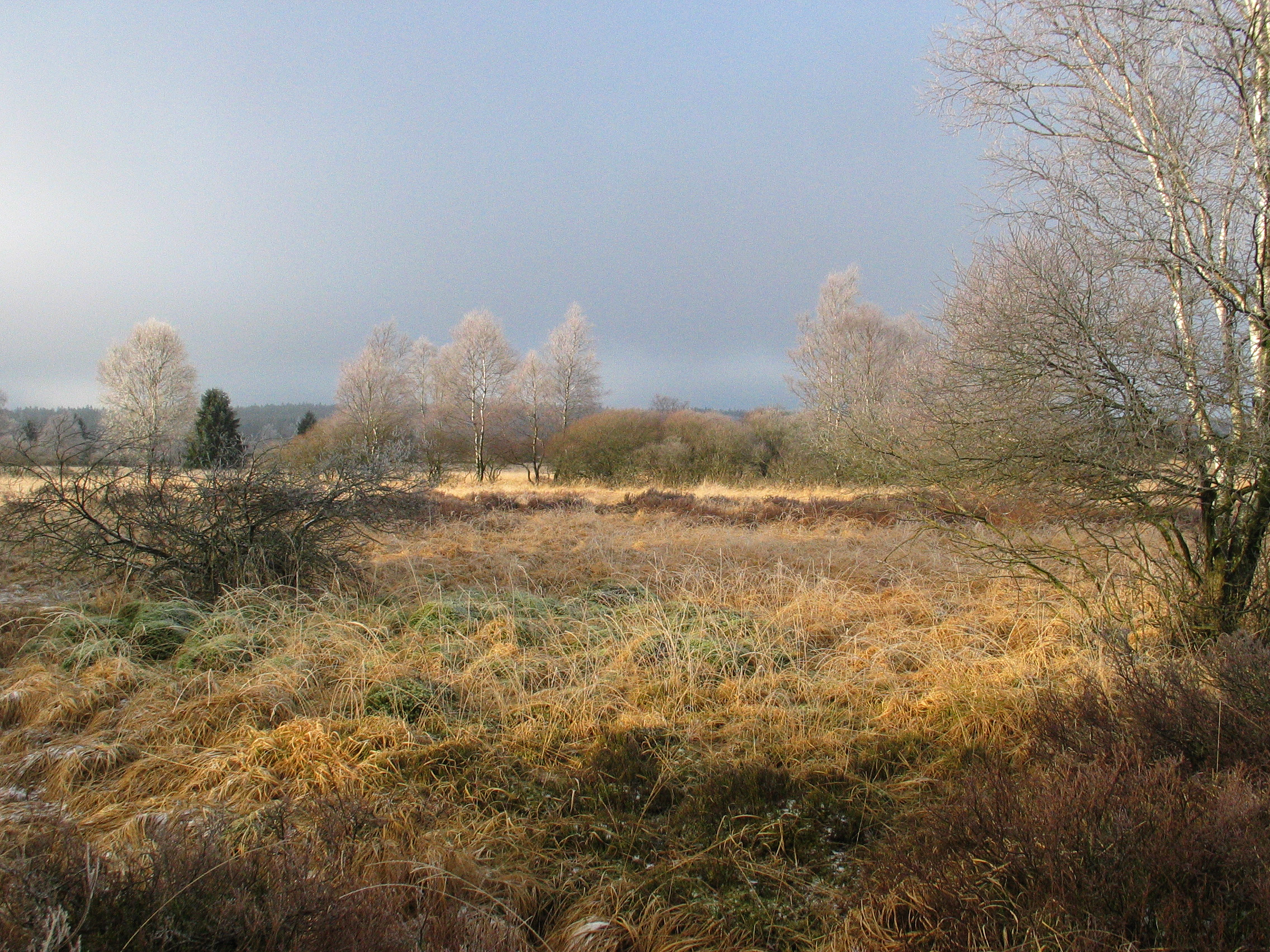
Paysage typique des Hautes Fagnes.
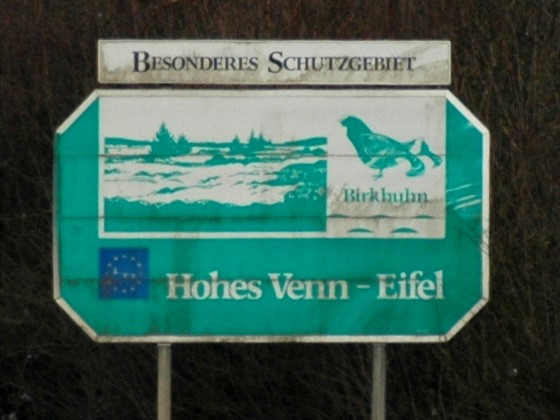
Panneau d'information en allemand.
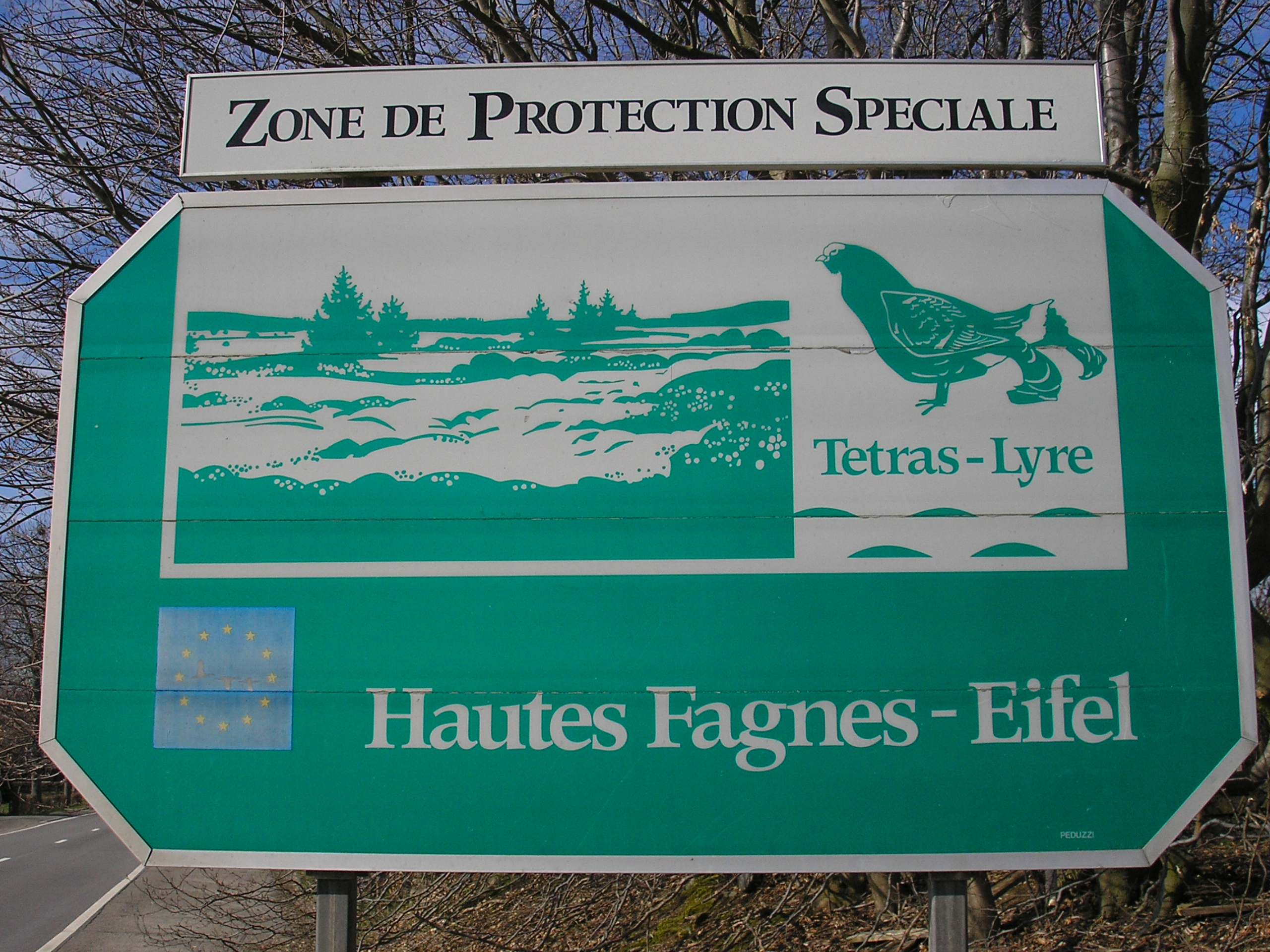
Panneau d'information en français.
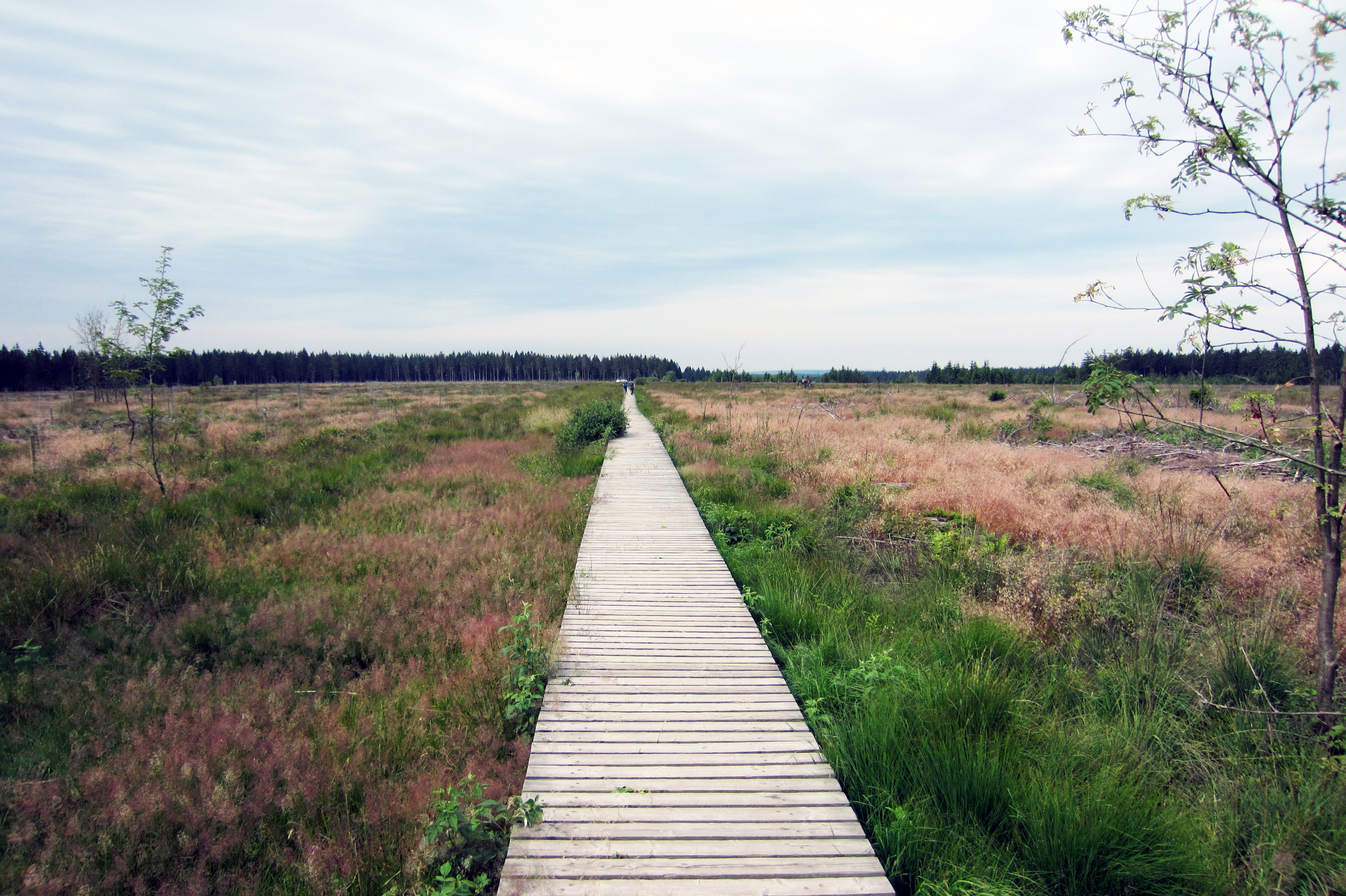
Chemin de bois dans le parc.